# This Year’s Model
This Year’s Model (в переводе с англ. — «Модель этого года») — студийный альбом британского рок-музыканта Элвиса Костелло и его группы The Attractions, выпущенный в 1978 году.
Это был второй альбом для Элвиса Костелло и первый альбом для его новой группы. Альбом стал золотым в США, продавшись тиражом в 500 тысяч копий в Соединённых Штатах, а также достиг четвёртой строчки в чарте альбомов Соединённого Королевства. Был включён в список «500 величайших альбомов всех времён по версии журнала Rolling Stone» в 2003 году, где занял 98-е место.

## История альбома

### Создание
После успеха первого сольного альбома Элвис Костелло остался недоволен его звучанием и отказался от дальнейшего сотрудничества с группой «Clover» и пришёл к решению основать свою собственную панк-группу Elvis Costello & the Attractions в 1977 году, с которой сразу же приступил к записи нового альбома. Материал альбома являлся продолжением My Aim Is True: в большинстве песен («No Action», «Lip Service», «Hand in Hand», «Lipstick Vogue») прослеживается та же тема «разочарованного романтика» и «озлобленного на мир подростка» — лирических героев, от лица которых поёт Костелло.
Однако, тексты отличались более жёстким и зачастую пренебрежительным взглядом на межличностные отношения и понимание любви и влечения и просто попыткой анализировать современное общество. Как и в первом альбоме, в This Year’s Model нашлось место и для песни о фашизме — «Night Rally», заключительной в альбоме, которая «обрывается» в конце. К тому времени в конце 1970-х активную деятельность вёл Британский национальный фронт, которому отчасти и была посвящена данная песня.
Поменялось и звучание альбома: вместо фолковых мотивов в духе «Clover» у группы Attractions преобладал электрический звук с различными гитарными эффектами, роднивший группу с пауэр-попом («This Year’s Girl», «Lip Service», «The Beat») и панк-роком («No Action», «Pump It Up», «Lipstick Vogue» и другие). При прослушивании многие отметили громкие и моторные партии ударных Пита Томаса и плотный звук бас-гитары Брюса Томаса в нескольких композициях.
В ту пору Элвис Костелло и его группа уже вовсю ассоциировались с классическим британским панком: во время сессии записи не вошедшей в официальную версию альбома песни «Big Tears» гитарные партии соло исполнял Мик Джонс из The Clash, а одним из бонус-треков в издании оригинального альбома 1978 года стала кавер-версия песни «Neat Neat Neat» авторства Брайана Джеймса из The Damned. Также Костелло исполнял с группой на концертах кавер-версию песни «Love Comes in Spurts», а позже в 1978 году гастролировал в Америке совместно с Ричардом Хэллом, в частности, в небезызвестном клубе CBGB, став одним из первых британских исполнителей, посетивших данный клуб (хотя основное первенство в данном случае принадлежало тем же The Damned).
Результатом американской поездки стал бутлег Live at the El Mocambo (официально выпущенный в составе бокс-сета 2½ Years в 1993 году). Именно во время этих концертов у Костелло начался роман с моделью Биби Бьюэлл (матерью актрисы Лив Тайлер), который продолжался до 1984 года и вдохновил его на самые чувственные баллады.

### Обложка
Обложка альбома с изображением Костелло с фотоаппаратом слегка «обрезана» слева: убраны первые буквы имени артиста и названия альбома. Согласно утверждению автора Барни Бабблса, данная «опечатка» была сделана намеренно. Справа обложку дополняла цветная полоса. Внутри обложки виниловой пластинки была изображена вся группа Attractions на тот момент, несмотря на отсутствие названия группы на обложке, а также «вырезанный» кусок обложки с первыми буквами. Что характерно, в США альбом издавался с изменённой обложкой и другой фотографией группы во вкладыше. И те и другие фотографии на обложке были взяты из фотосессии, проделанной Крисом Гэбрином.

### Признание
Альбом имел более грандиозный успех, чем предыдущий, и стал золотым в Соединённых Штатах, неоднократно переиздавался до 2008 года. Альбом стал знаковым в музыке пауэр-поп и частично повлиял на такие будущие музыкальные направления, как брит-поп и поп-панк.
Роберт Кристгау отметил This Year’s Model как лучший альбом 1978 года.
Музыкальный журнал Q присудил в 2000 году альбому This Year’s Model 82-е место в списке «100 лучших британских альбомов всех времён».
В 2005 году альбом был включен в альманах «Тысяча и один музыкальный альбом, который стоит прослушать, прежде чем вы умрёте».
Журнал Rolling Stone высоко оценивал альбом в 1978 году, поставив ему 11-е место в списке «Лучших альбомов двадцатилетия: 1967—1987», а в альманахе «500 величайших альбомов всех времён по версии журнала Rolling Stone» журналисты отметили This Year’s Model «как самый панковский и агрессивный альбом за всю история творчества Костелло», утверждая, что Элвис «выступает против всего мира и закономерно побеждает».

## Список композиций
Все песни написаны Элвисом Костелло.
1. «No Action» — 1:58
2. «This Year’s Girl» — 3:17
3. «The Beat» — 3:45
4. «Pump It Up» — 3:14
5. «Little Triggers» — 2:40
6. «You Belong to Me» — 2:22
7. «Hand in Hand» — 2:33
8. «(I Don’t Want to Go to) Chelsea» — 3:07
9. «Lip Service» — 2:36
10. «Living in Paradise» — 3:52
11. «Lipstick Vogue» — 3:42
12. «Night Rally» — 2:41

В американском издании в качестве бонус-трека добавлена композиция 1977 года «Radio Radio», завершающая альбом, в то время как песни радикального содержания «(I Don’t Want to Go to) Chelsea» и «Night Rally» были убраны.

## Участники записи альбома
- Элвис Костелло — гитара, вокал
- Стив Нив — клавишные, орган
- Брюс Томас — бас-гитара
- Пит Томас — ударные

## Позиции в хит-парадах
Еженедельные чарты:
| Хит-парад                       | Высшая позиция |
| ------------------------------- | -------------- |
| Australian Albums Chart         | 26             |
| Canadian Albums Chart           | 21             |
| Dutch Mega Albums Chart         | 14             |
| New Zealand Albums Chart        | 11             |
| Norwegian VG-lista Albums Chart | 15             |
| Swedish Albums Chart            | 10             |
| UK Albums Chart                 | 4              |
| United States Billboard 200     | 30             |

Годовые чарты:
| Хит-парад (1978) | Высшая позиция |
| ---------------- | -------------- |
| UK Albums Chart  | 39             |